# Cuadrilla de Zuia
Cuadrilla de Zuia (Baskisch: Zuiako Koadrila) is een comarca van de Spaanse provincie Álava. De hoofdplaats is Murgia, dat een onderdeel vormt van de gemeente Zuia. De oppervlakte bedraagt 461,58 km² en het heeft 9.420 inwoners (2010).

## Gemeenten
Cuadrilla de Zuia bestaat uit 6 gemeenten:
- Aramaio
- Arrazua-Ubarrundia
- Legutiano
- Urkabustaiz
- Zigoitia
- Zuia